# El Expolio
El Expolio é um quadro pintado por El Greco (Domenikos Theotokopoulos, 1541-1614) para a Sacristia da Catedral de Toledo. É um óleo sobre tela e mede 285 centímetros de alto e 173 cm de largo. Foi realizado entre 1577 e 1579 e conserva-se ainda na Sacristia da Catedral de Toledo, Espanha.
Segundo Cossío, este quadro é o mais poético e de expressão mais elevada do artista, supondo um momento fundamental da sua produção. Para Gudiol é uma das melhores obras do pintor e obra capital na história da pintura europeia.

## A sua história
O cabido da catedral de Toledo deve ter encomendado a El Greco a realização do quadro em  2 de julho de 1577, pois existe um documento que nessa data recebeu 400 reais de adiantamento por ele. Trata-se do primeiro documento que acredita a presença do pintor em Toledo. Trata-se dos primeiros trabalhos em Toledo, junto às pinturas do retábulo de Santo Domingo o Antigo, recém chegado da Itália.

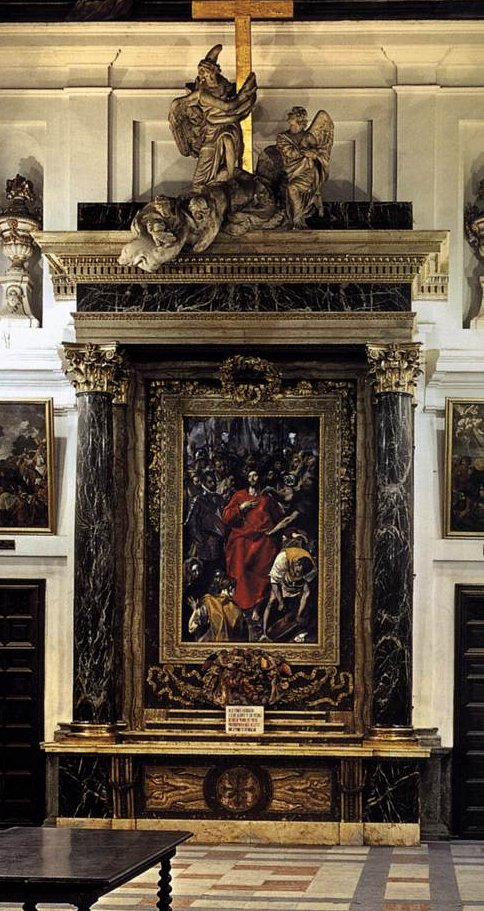
O quadro situado na Sacristia da catedral de Toledo.

O motivo do quadro encomendado pelo cabido, El Expolio, é o momento inicial da Paixão no que Jesus é despojado das suas roupas. O pintor inspirou-se num texto de São Boaventura e a composição que concebeu não satisfez o cabido. No canto inferior esquerdo colocou a Virgem, Maria Madalena e Maria Cleofás, enquanto na parte superior acima da cabeça de Cristo situou a grande parte do grupo que o escoltava. As três Marias não constam como presentes nesse momento nem nos evangelhos canônicos nem no apócrifo Evangelho de Nicodemos, o único que relata a Espoliação de Jesus. Quanto ao realce hierárquico dos acompanhantes acima de Cristo, El Greco inspirou-se em iconografias antigas bizantinas, como a prisão de Cristo ou o beijo de Judas, onde é habitual nesses ícones que a multidão rodeie Jesus pela parte superior. O cabido não aceitou esta composição, considerou que eram impropriedades que obscureciam a história e desvalorizavam a Cristo
Este foi o motivo do primeiro pleito que o pintor teve na Espanha, depois viriam outros que se sucederam ao longo da sua vida por desavenças sobre os quadros com os seus clientes. Em  14 de setembro de 1579 reclamou o pagamento do quadro alegando que era estrangeiro e não dispunha de bens em Toledo. O pagamento do quadro não acabou até em  8 de dezembro de 1581. No pleito, os taxadores nomeados por El Greco, Baltasar de Castro, pintor, e Martínez de Castañeda, escultor, manifestaram sobre a tela que a estimativa é tão grande que não tem preço... mas que atendendo à miséria dos tempos... pode pagar-se 900 ducados. A quantidade solicitada era desmesurada, mas os taxadores representantes do cabido apresentaram uma valoração muito baixa, oferecendo apenas 228 ducados, alegando as incorreções das cabeças ultrapassando a de Cristo e as três Marias que não mencionam os Evangelhos. A falta de acordo levou a convocar um árbitro decisório, que manifestou que o quadro era um dos melhores que tinha visto e valorizou-o em 318 ducados. Sobre os problemas iconográficos disse estar pouco preparado para os solver e delegou na autoridade eclesiástica. O pintor acabou recebendo como pagamento 350 ducados mas não teve de mudar  as figuras que geraram o conflito.
É provável que durante o pleito El Greco estivesse disposto a prescindir das três Marias, mas finalmente puderam ser mantidas, favorecendo a estética da composição, pois sublinham o movimento ascensional do quadro.
A fama que lhe proporcionou este quadro e os de São Domingos, o Antigo levaram-no a estabelecer-se definitivamente em Toledo.[carece de fontes?]

## Análise da obra

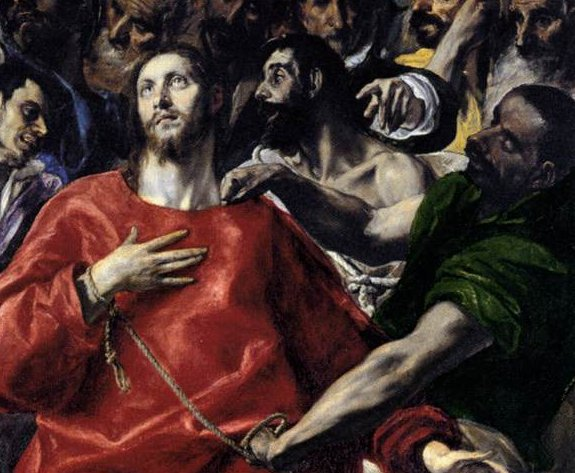
Pormenor do quadro.

A obra é assinada sobre uma folha de papel que aparece embaixo à esquerda, em caracteres gregos minúsculos: “Doménikos Theoto [Kópulos]Krès Ep[oíei]”.
O momento do espoliação não era um tema frequente naquela época na arte ocidental. Na composição representa Cristo no centro, olhando para o céu com uma expressão de serenidade, vestido com uma túnica de cor vermelha intensa, que domina o resto da composição; e no seu redor, uma multidão de figuras dispostas a despi-lo para começar a Paixão. Tanto o modelado das figuras como o cromatismo provêm da sua época veneziana.
A idealizada figura de Jesus Cristo destaca-se vigorosamente e parece alheia ao gentio violento que o rodeia. Uma figura na parte traseira com um chapéu vermelho aponta acusadoramente a Jesus, enquanto outros dois discutem sobre as suas vestiduras. Outro homem vestido de verde à esquerda de Jesus sujeita-o com uma corda e vai a proceder a despi-lo para a crucifixão. Enquanto outro vestido de amarelo na parte inferior direita inclina-se para a cruz e perfura um buraco para facilitar a inserção de um cravo que atravessará os pés de Jesus. O rosto melancólico de Jesus fica violentamente justaposto às figuras dos seus executores, que se amontoam em torno dele, criando uma impressão de desordem com os seus movimentos, gestos, picas e lanças. No canto inferior esquerdo aparecem as três Marias contemplando a cena com angústia.[carece de fontes?]
A figura preparando a Cruz poderia derivar de uma figura similar inclinada num tapiz de Rafael e de um cartão do milagre da coleta de peixes, que poderia ter conhecido durante a sua estadia romana.[carece de fontes?]
Cossío no seu célebre livro sobre El Greco realizou o seguinte análise sobre este quadro:

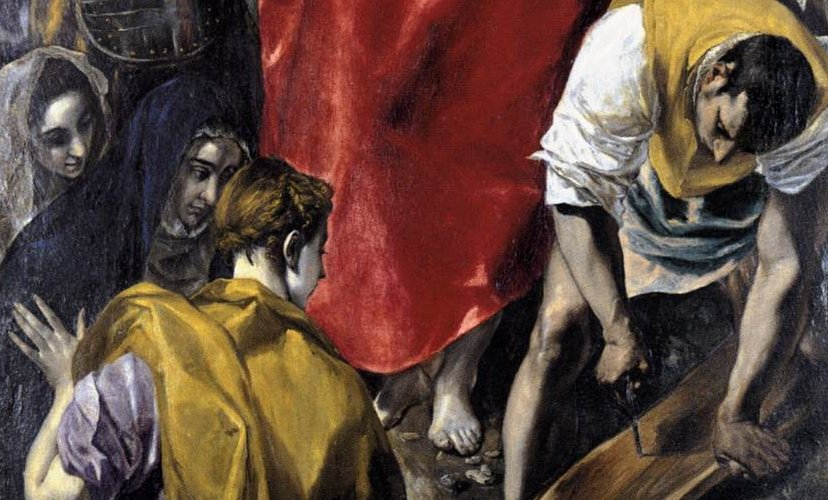
Pormenor: as três Marias olham com melancolia como um homem, pintado em atrevido escorço, perfura a cruz para cravar os pés de Jesus. O pé branco que será cravado é representado no meio, estabelecendo um forte vínculo.

- El Greco devia representar  Jesus, não como Deus, mas como homem e vítima inocente das paixões humanas. Embora isto ligasse com outras composições pintadas na Itália, aqui concentrou todos os elementos, principais e secundários, dispersos nos seus quadros anteriores, numa sozinha ação em torno do protagonista. Rodeia-o um grupo apertado de cabeças duras e sombrias, cada uma com personalidade própria, que servem de fundo ao claro e inocente rosto de Jesus. Ainda introduz dois episódios diferentes segundo a tradição veneziana, mas não como antes, dispersos em outros palcos do quadro como praças e pórticos, mas pegados a Cristo e cerrando a cena inferiormente. Trata-se do homem que prepara a cruz e, defronte, as três Marias que com tristeza o observam. E a tal extremo levou a concentração da ação que o Cabido pretendeu com argumentos teológicos que o pintor modificasse o quadro.[9]

- Embora muitas figuras do quadro tenham um grande atrativo, a unidade de composição é tão perfeita que todo o interesse é absorvido pela figura de Jesus. O mestre soube criar este efeito com grandíssima destreza, estabelecendo uma composição em círculo em torno de Jesus. As massas não estão como em quadros anteriores apenas à direita e à esquerda, encontram-se também ao fundo para que sobre elas se destaque o protagonista, perfilam-no por todos os lados, até mesmo no primeiro plano na parte inferior para fechar completamente a cena. Mostra-se todo o contorno de Jesus, que ocupa em centro do grupo que o rodeia, adquirindo por contraste um grande relevo.[9]

- Tudo o que não é o protagonista fica obscurecido e rebaixado, enquanto Jesus é iluminado e destacado. O artista consegue-o mediante o colorido e o claro-obscuro. Assim, o rosto iluminado de Jesus e a sua túnica vermelha formam um contraste muito forte com os obscuros rostos dos acompanhantes e com a entonação cinzenta que domina o fundo do quadro, na mesma linha de grises que a armadura do cavaleiro à direita de Jesus.[9]

- A cena representada é unicamente humana. Homens e mulheres enchem todo o espaço. A natureza só aparece numa porção de céu nuboso e um pouco de terra sob o pé de Cristo.[9]

- Justi encontrava neste quadro reminiscências bizantinas: na posição frontal da cena, na simetria com que estão dispostas as personagens e na concentração da multidão.[9]

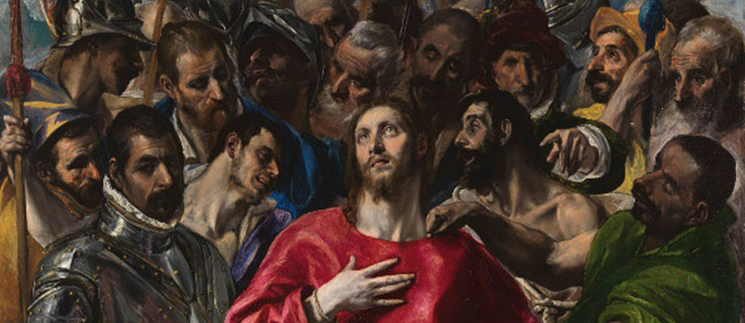
O Cabido da catedral que encarregara o quadro encontrou teologicamente injustificável que as cabeças da escolta ultrapassassem a de Cristo. El Greco inspirara-se em ícones bizantinos em temas como o beijo de Judas ou o prendimento de Jesus, nos quais a multidão rodeia a Cristo superiormente. O contraste estético entre a quietude e melancolia do rosto de Jesus e os sombrios rostos que o rodeiam é assombroso.

## Réplicas e cópias
El Greco e a sua oficina pintaram várias versões sobre este mesmo tema, com variantes. Wethey catalogou quinze quadros com este tema e outras quatro cópias de meio corpo. Só em cinco destas obras viu a mão do artista e as outras dez considerou-as produções da oficina ou cópias posteriores. Entre as cinco nas que interveio El Greco, encontram-se o original da catedral de Toledo, o exemplar da Alte Pinakothek de Muniche e outras três tábuas de pequenas dimensões, das quais a tela de Upton Downs (Inglaterra) seria o estudo preparatório da de Toledo. As outras dez são réplicas da oficina de El Greco ou cópias posteriores quando pequeno tamanho e pouca qualidade.
Entre as cópias encontra-se uma que possui o Museu do Prado assinada pelo filho do pintor. As principais variações desta cópia a respeito do original, além da qualidade, é a coroa de espinhas que leva Jesus, as figuras de diante são algo maiores enquanto as do fundo ficam mais afastadas. Em geral as figuras das cópias são toscas e não são comparáveis à mestria do original.[carece de fontes?]

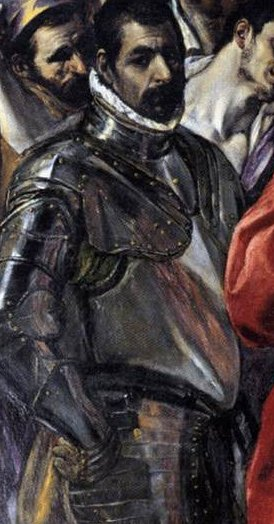
A armadura da personagem à direita de Jesus, de impecável execução, não compete com a atração que gera Jesus. El Greco consegue-o matizando e apagando os grises da armadura que contrastam com a luminosidade e a luz de Cristo.